# پای‌چارم
پای‌چارم (به انگلیسی: Pycharm)، محیط یکپارچه توسعه نرم‌افزار پایتون می‌باشد که توسط جت‌برینز توسعه داده می‌شود. از جمله قابلیت‌های پای‌چارم می‌توان به توانایی بررسی و آنالیز کدها، محیط گرافیکی خطایابی، سازگاری با کنترل نسخه و هماهنگ با جنگو (برای طراحی صفحه وب پویا) اشاره کرد.
چند نمونه قابلیت این نرم افزار:
- مراحل نصب بسیار آسان است.
- تعداد زیادی پلاگین مفید و میانبر سازنده وجود دارد.
- ویژگی‌های مربوط به کتابخانه‌ها و IDE مانند تکمیل خودکار و رنگ آمیزی کد را ادغام می‌کند.
- امکان مشاهده کد منبع در لینک را فراهم می‌کند.
- توسعه نرم‌افزار را سریع می‌کند.
- ویژگی برجسته کردن خطا، روند توسعه را افزایش می‌دهد.
- انجمن توسعه دهندگان پایتون گسترده است، بنابراین هر گونه پرسش می‌تواند به طور موثر پاسخ داده شود.